# Tingri (arrondissement)
Tingri Dzong, Chinees: Tingri Xiàn is een arrondissement in de prefectuur Shigatse in de Tibetaanse Autonome Regio, China. In 1999 telde het arrondissement 45.157 inwoners. Het heeft een oppervlakte van 13859 km².
De gemiddelde hoogte is 5000 meter. De gemiddelde jaarlijkse temperatuur is 2,8 °C tot 3,9 °C en er valt jaarlijks gemiddeld 319 mm neerslag.
Het bestuur van het arrondissement bevindt zich in Shelkar, ongeveer op 87 km afstand van de plaats Tingri. Door Tingri loopt de nationale weg G318.

Tingri (arrondissement)
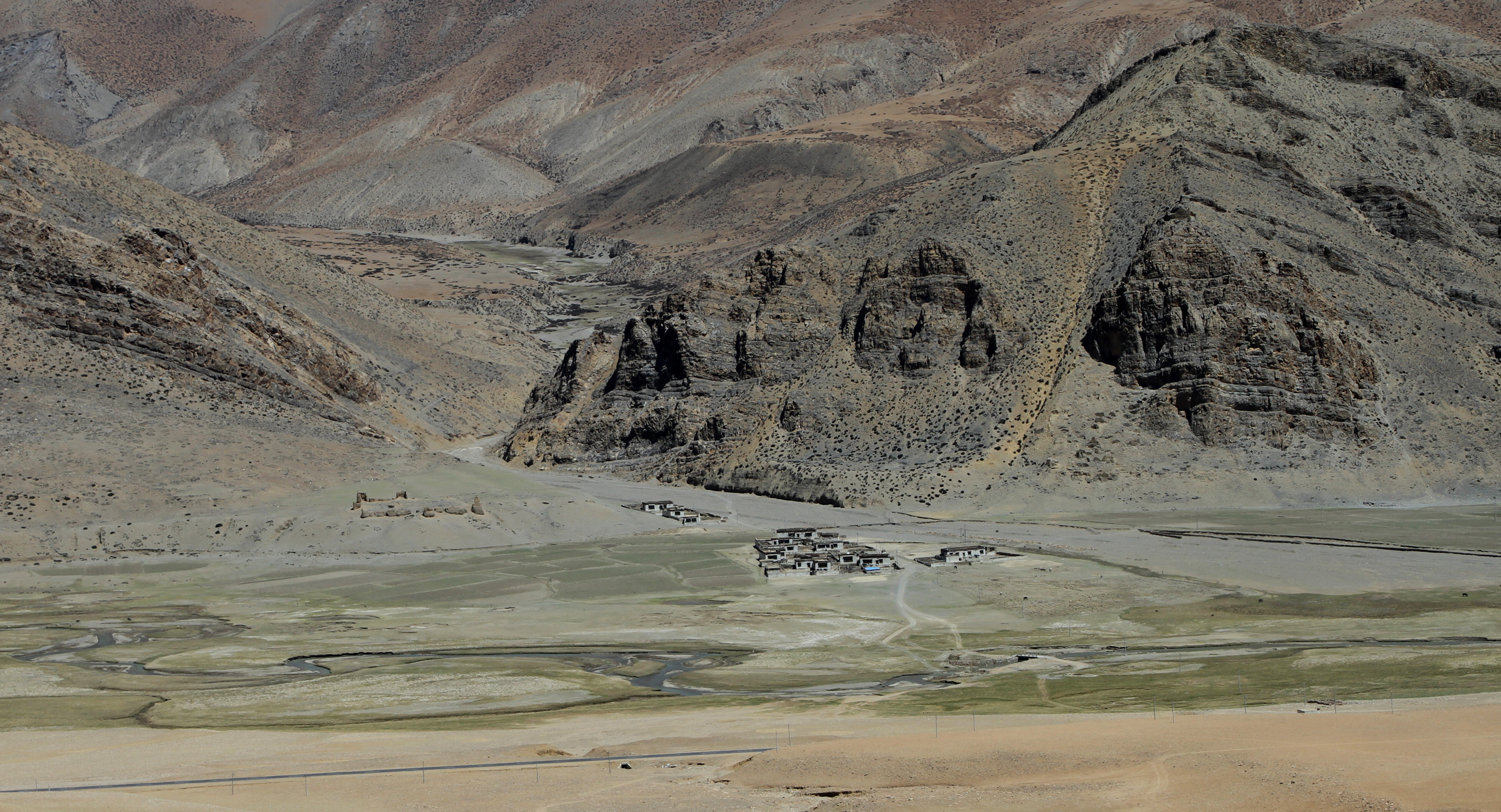
Lalung La to Shelkar
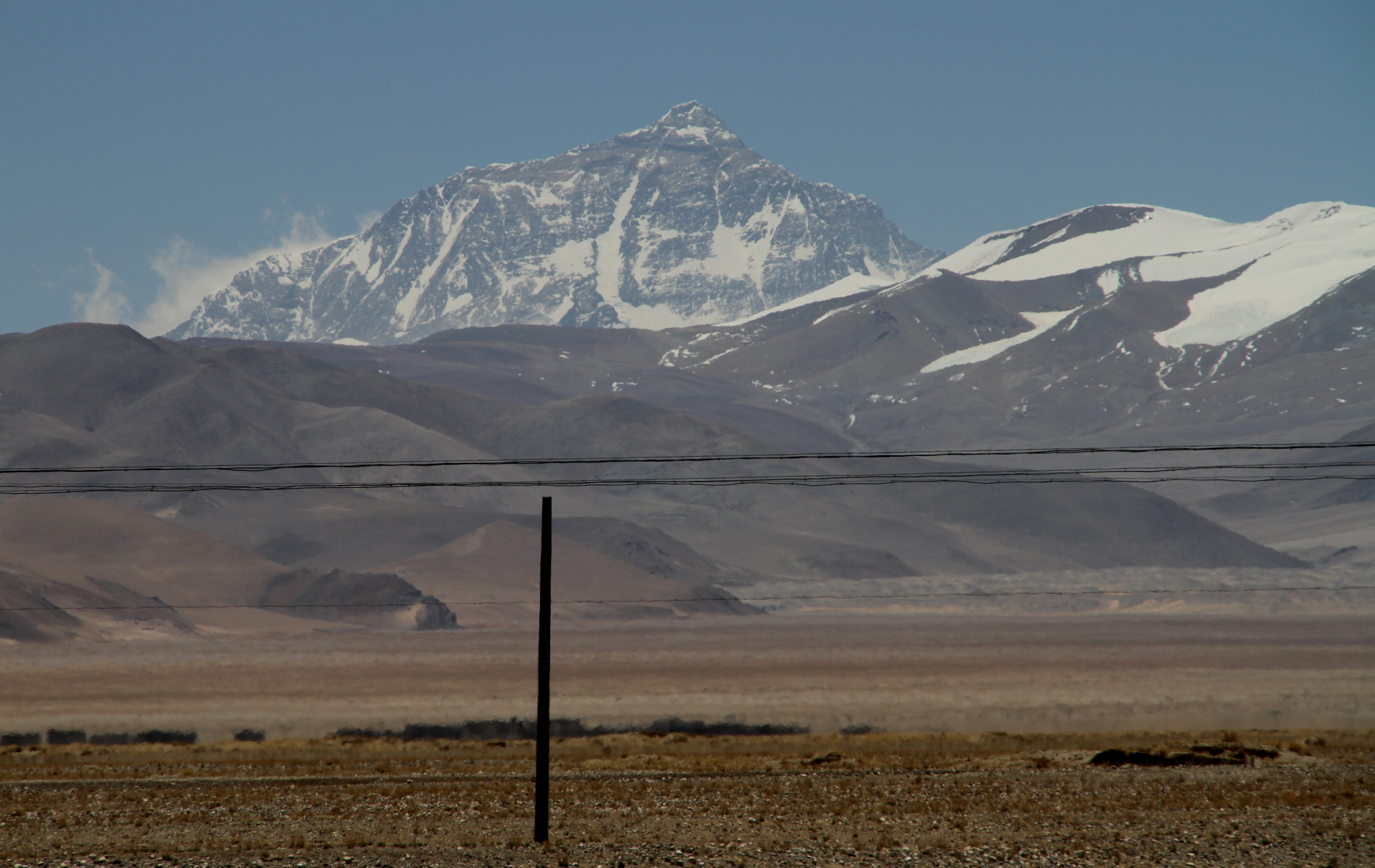
Mount Everest
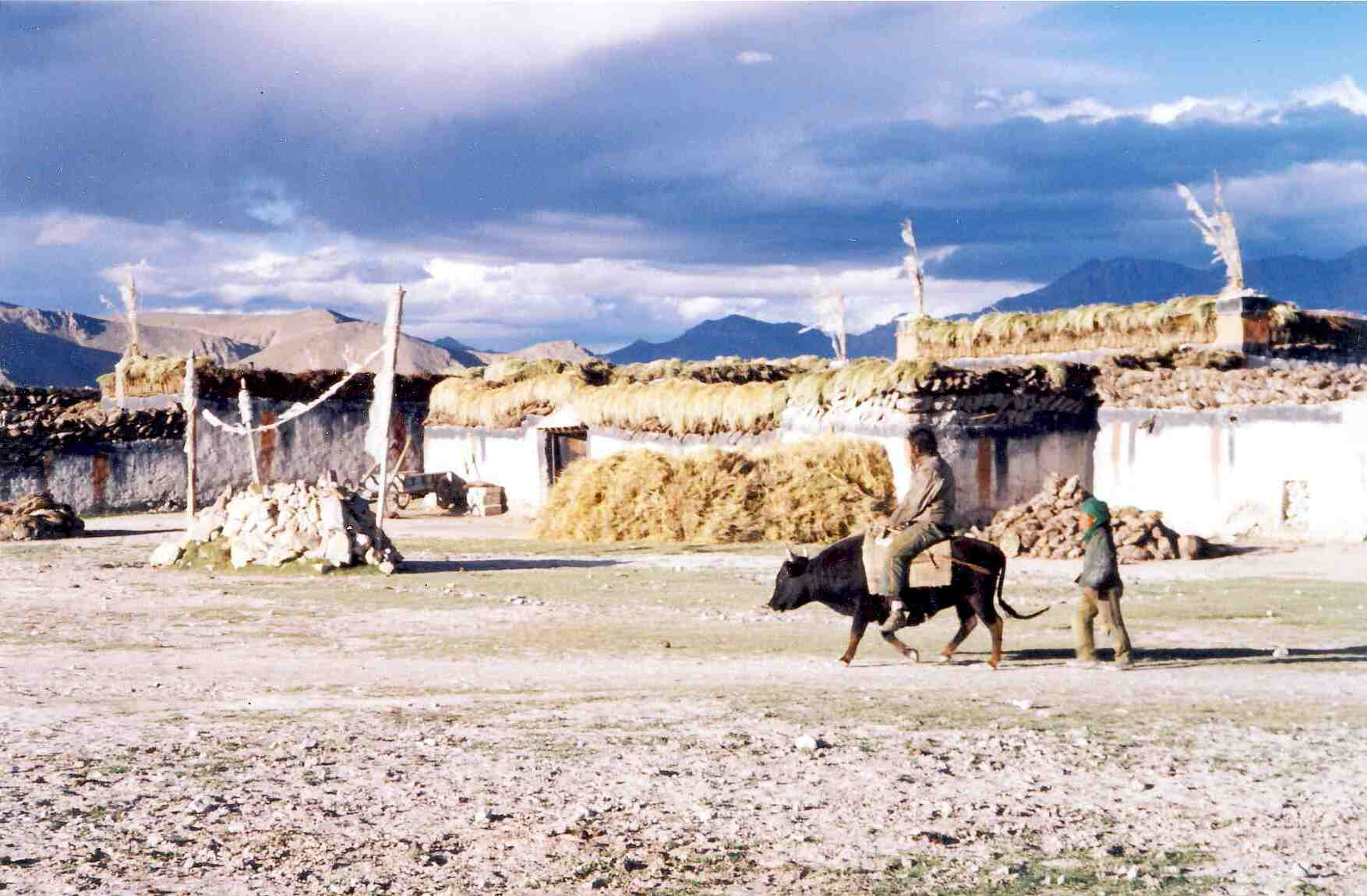
Een ruiter op een dzo, Tingri, 1993
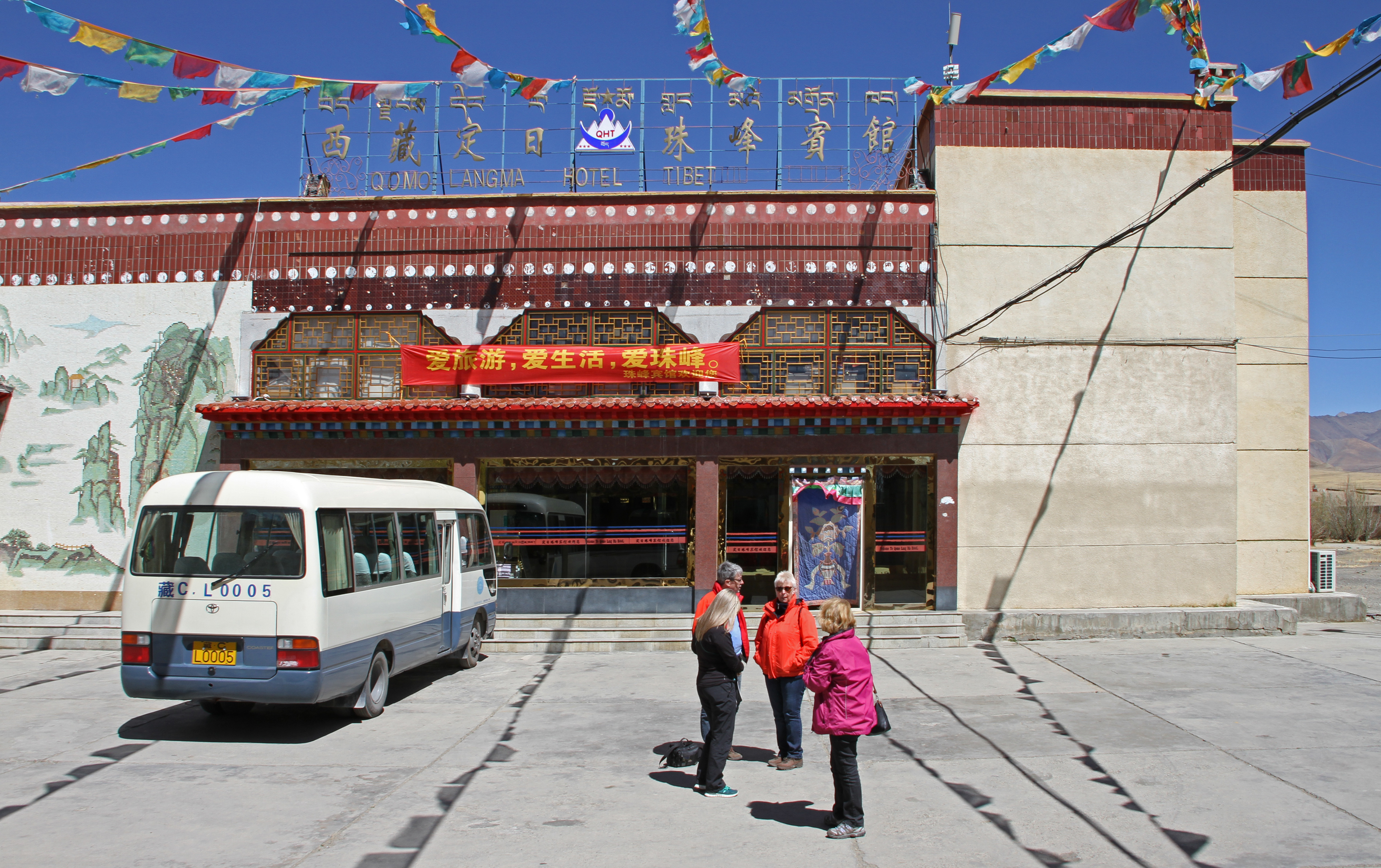
Shelkar
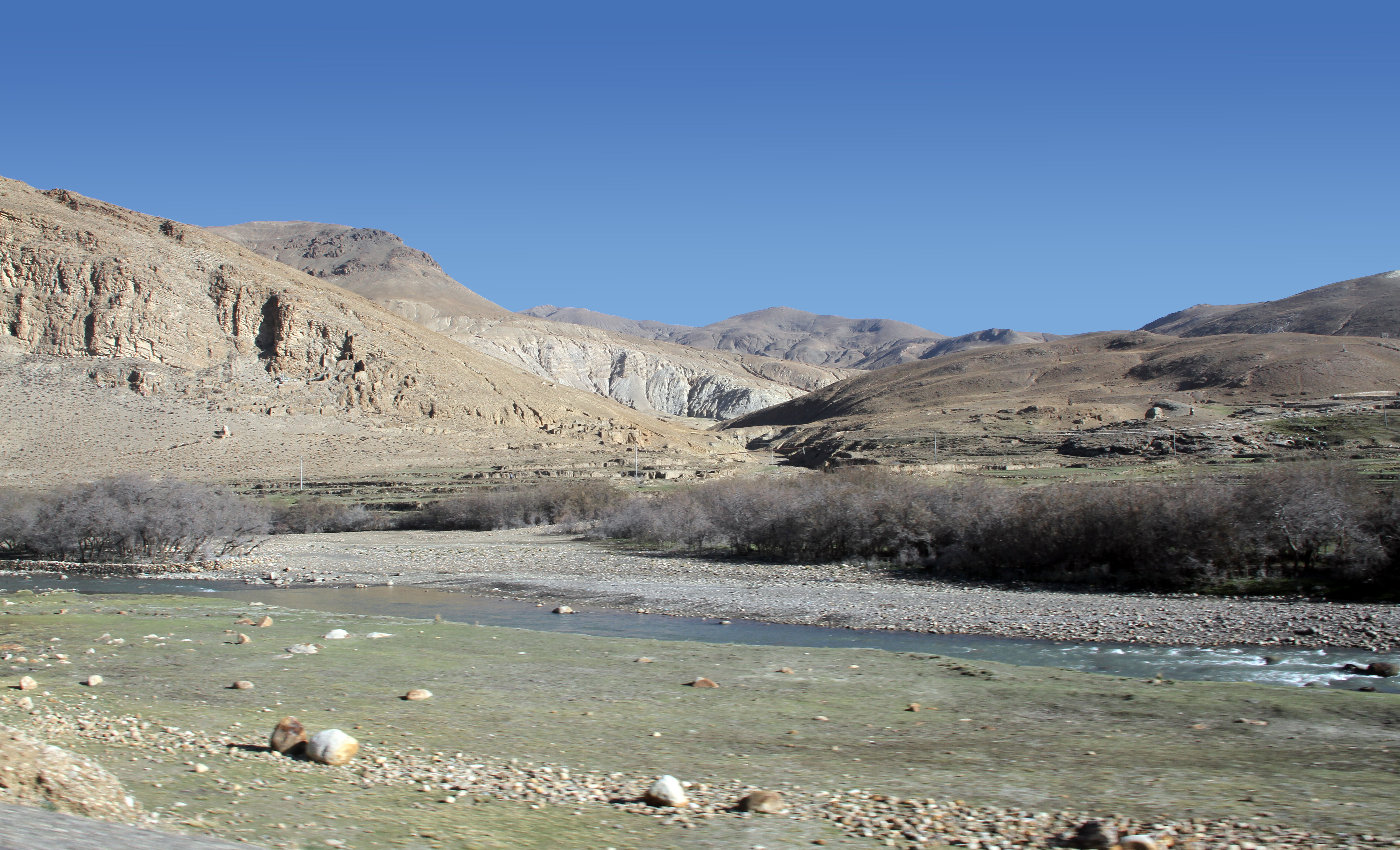
Stromen
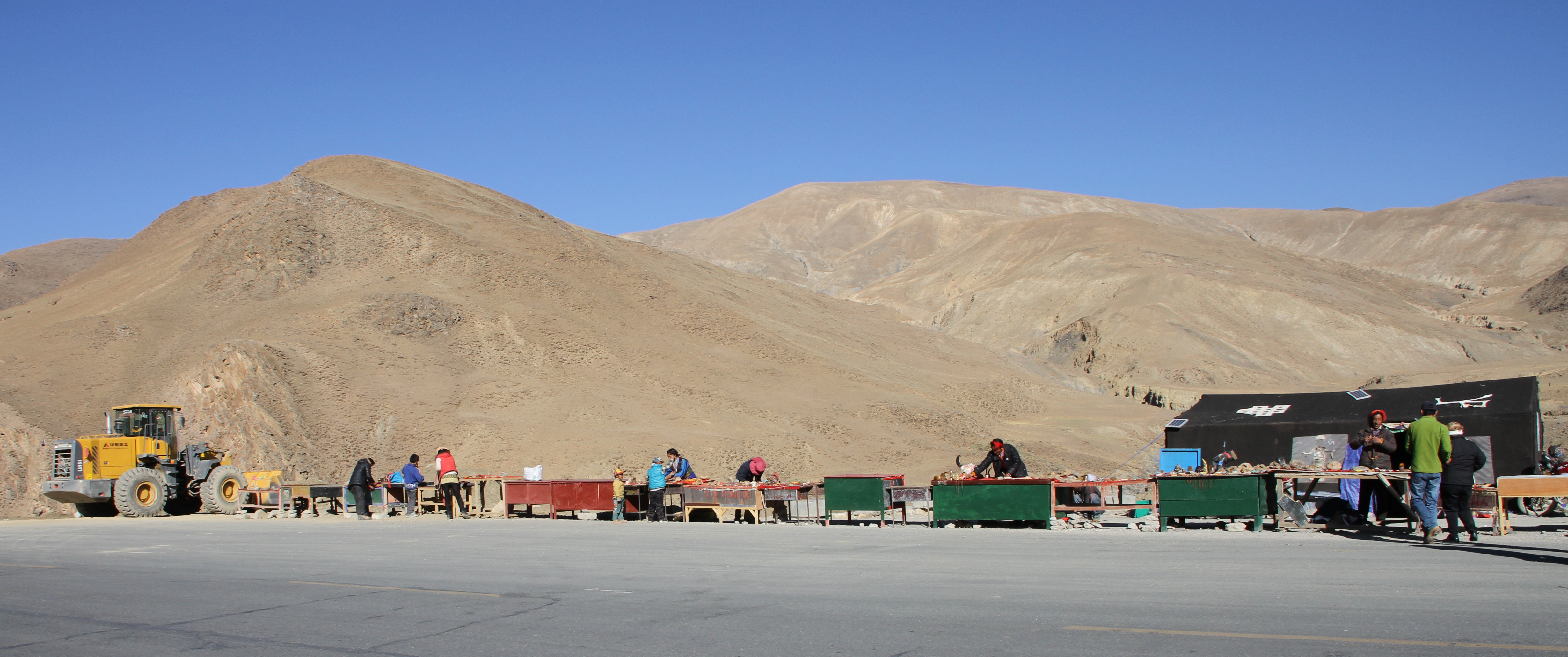
Handelaaren
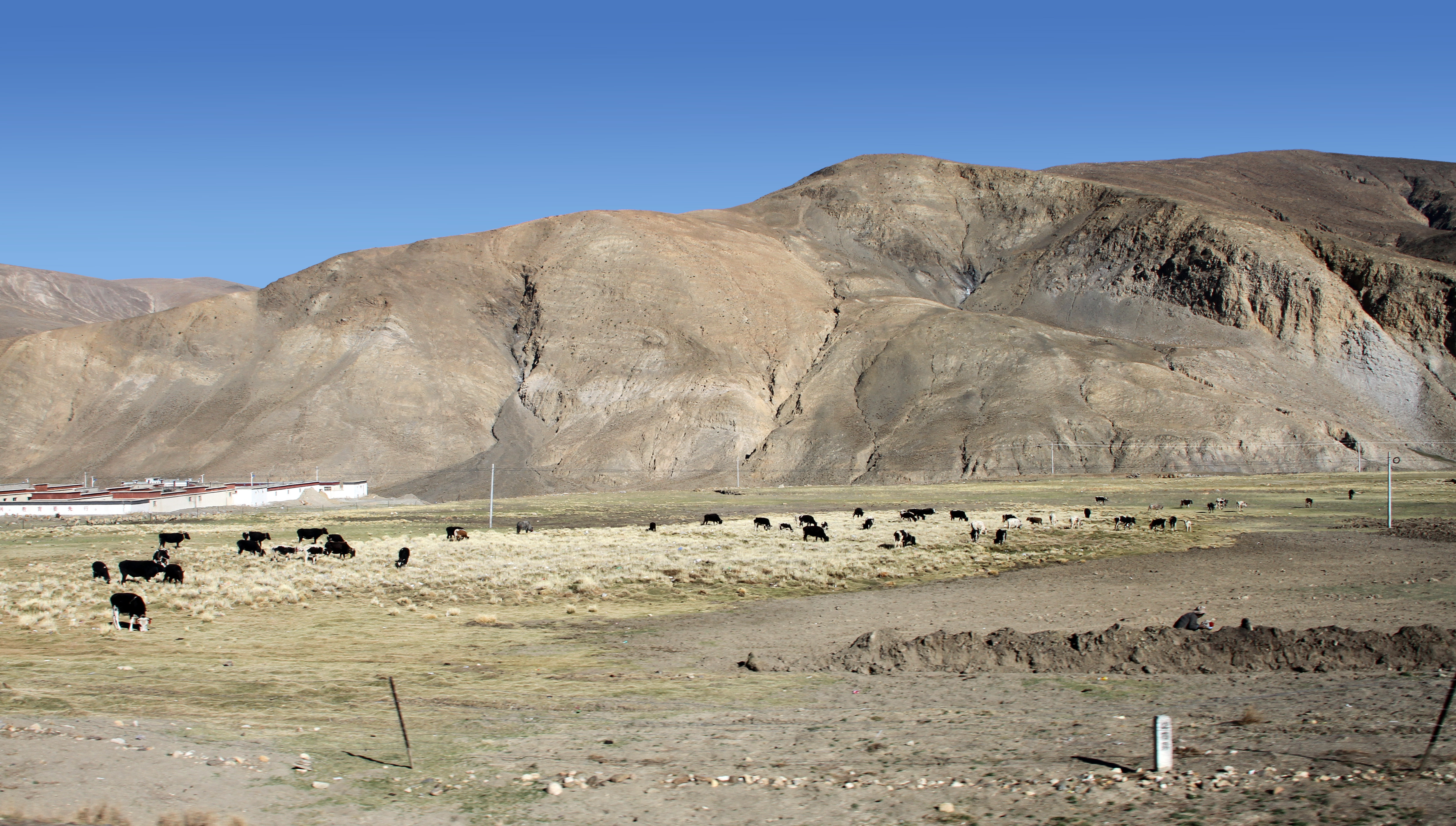
Kudde vee
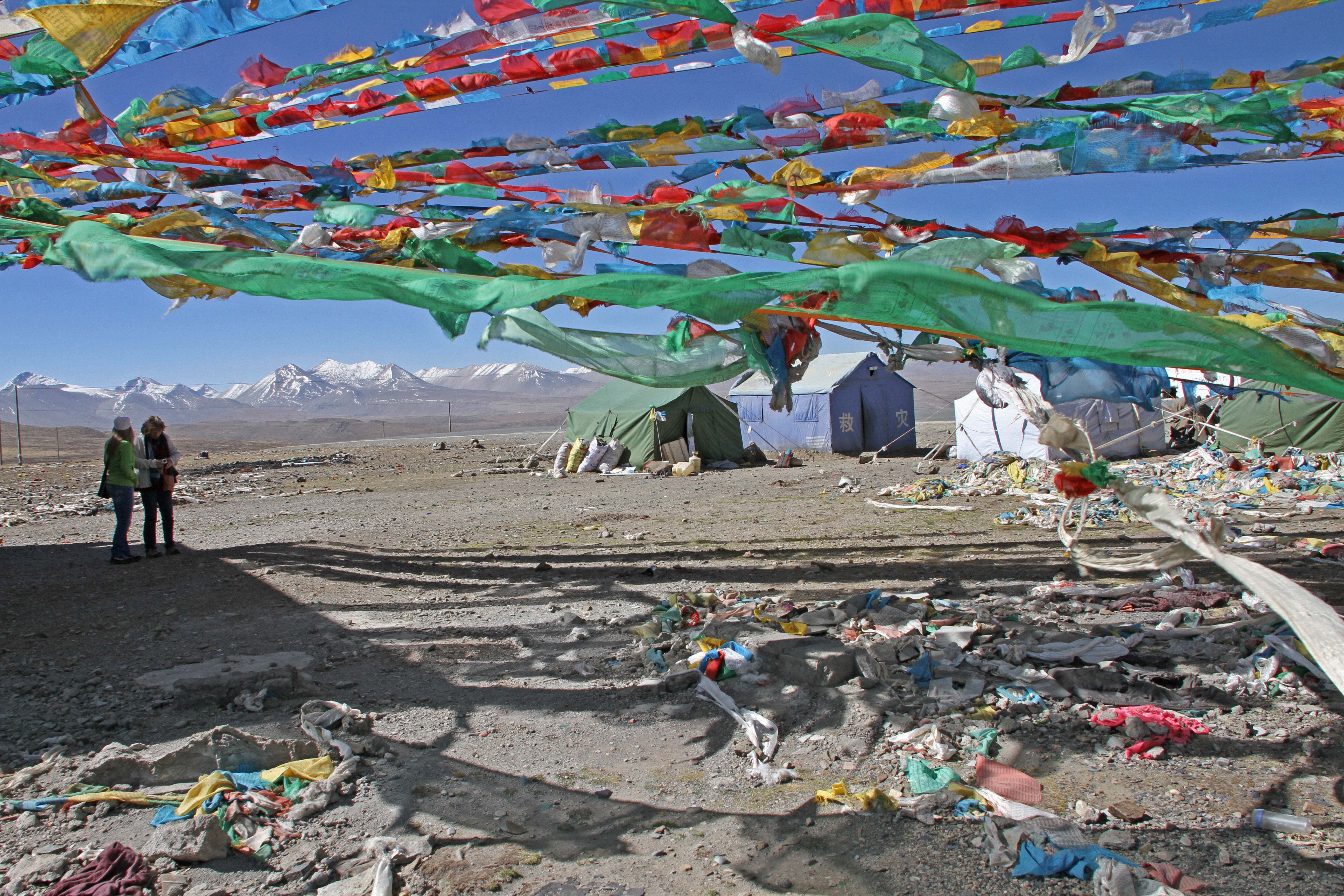
Gyatso La 5248m